# Augusta (Montana)
Augusta – jednostka osadnicza w Stanach Zjednoczonych, w stanie Montana, w hrabstwie Lewis and Clark.